# Szuzuki Hiroe
Szuzuki Hiroe (japánul: 鈴木博恵) (Kiotó, 1987. augusztus 19. –) japán szabadfogású női birkózó. A 2019-es birkózó világbajnokságon ezüstérmet szerzett 76 kg-ban. A 2018-as birkózó-világbajnokságon bronzérmet nyert a 76 kg-os súlycsoportban, szabadfogásban. 2017-ben a birkózó világbajnokságon bronzérmet szerzett 75 kg-os súlycsoportban. 2018-ban az Ázsia Játékokon ezüstérmet szerzett 76 kg-ban. 2015-ben és 2013-ban az Ázsia Bajnokságon aranyérmes lett 75- és 72-kg-os súlycsoportban.

## Sportpályafutása
A 2018-as birkózó-világbajnokságon a bronzmérkőzésen a magyar Németh Zsanett lett volna az ellenfele, ám a magyar térdsérülése miatt kénytelen volt feladni a mérkőzést.
A 2019-es birkózó-világbajnokságon ezüstérmet szerzett. Ellenfele a döntőben az amerikai Adeline Maria Gray volt, aki 4-2-re legyőzte.